# Дорогобужское княжество (Волынь)
Дорогобу́жское кня́жество — удельное княжество с центром в городе Дорогобуж.

## Общие сведения
В XI—XII веках составе Киевского, с 1157 года Волынского, с 1170 года Луцкого княжества. C 1199 и окончательно с 1239 года в составе Галицко-Волынского княжества, со второй половины XIV века — великого княжества Литовского, владение князей Острожских.

## Список дорогобужских князей
- Давыд Игоревич (1084—1086, 1100—1112)
- Владимир Андреевич (1150—1152, 1156—1170)
- Владимир Мстиславич (1152—1154, 1170—1171)
- Мстислав Владимирович (1171—1173)
- Всеволод Ярославич (1180—ок.1186)
- Изяслав Ингваревич (1220—уб.1223)